# Иван Балабанов (предприемач)
Вижте пояснителната страница за други личности с името Иван Балабанов.
Иван Тодоров Балабанов е български предприемач.

## Биография
Роден е през 1887 година във Враца в семейството на Тодор Балабанов, чиито предприятия наследява. През 1907 година завършва търговска академия във Виена. Сред предприятията, които основава или в които има участие, са:
- Спиртната фабрика „Тодор Балабанов“ и Памукотекстилната фабрика „Бахава“ в Мездра,
- водноелектрическа централа в Брусен (край Мездра),
- дружеството с италианско участие „Българска горска индустрия“, което експлоатира горите на Рилския манастир, и развива дъскорезна фабрика в с. Бараково, община Кочериново.

През 1917 – 1920 г. построява хотел „Империал“ в София, на ъгъла на ул. „Леге“ и ул. „Съборна“, по проект на арх. Кирил Маричков. След 1946 година Балабанов напуска България и живее в Австралия, а след това в Италия.
Иван Балабанов умира през 1969 година в Милано.

## Дарения
Иван Балабанов се изявява като голям благодетел на град Мездра. С негови средства се изгражда класното училище (сега „Христо Ботев“), както и черквата „Св. Георги“, изографисана от Дечко Узунов (1932). Дарява средства за довършване на сградата на читалище „Развитие“ във Враца (1941), където се настанява Врачанският областен театър, понастоящем Драматично-куклен театър.

## Памет
Избран е за първия почетен гражданин на тогавашното село Мездра през 1943 година, а също и през 1946 г. В негова чест е наименуван булевард в Мездра.
През 2010 г. в частния дом на Методи Панайотов от с. Бараково е открит музей „Иван Т. Балабанов“.